# 옥류체
옥류체(玉流體)는 조선민주주의인민공화국에서 사용하고 있는 한글 글꼴이다.

## 의미
옥류체의 이름인 옥류(玉流)는 평양직할시나 대동강을 부르던 옛 말로, "물이 옥(비취)처럼 맑고 푸르다."는 의미를 가지고 있다.

## 특징
옥류체는 궁체를 바탕으로 도안한 고전적인 느낌을 주는 반흘림 글씨체이다. 이 서체는 청봉체랑 비슷하다. 그러나 청봉체보다 유연한 느낌을 주며, 궁체처럼 딱딱한 느낌도 줄 수 있다. 옥류체는 평양정보기술국에서 개발한 《창덕》이라는 워드프로세서에서 자주 사용하던 글꼴이었다. 그러나 지금은 단군과 내 나라에서도 쓸 수 있다.
옥류체는 조선민주주의인민공화국의 주요 일간신문인 《로동신문》의 로고타입이다. 주로 제목글에 쓰인다. 청봉체나 천리마체처럼 자주 사용하지 않는다.
최근 조선민주주의인민공화국의 정보통신사업의 심장부인 《조선콤퓨터중심》과 《평양정보기술국》에서는 옥류체를 굵은종, 가는종, 본종으로 개발하였다. 조선민주주의인민공화국에서는 이 외에도 궁체도 쓰이며 청봉체와 봉체, 붓글체처럼 궁체를 모델로 하여 만들어진 다양한 글씨체들이 개발되어 현재 각종 인쇄매체에 사용된다.

## 종류
- 가는 옥류체
- 옥류체
- 굵은 옥류체